# A.J. Watson

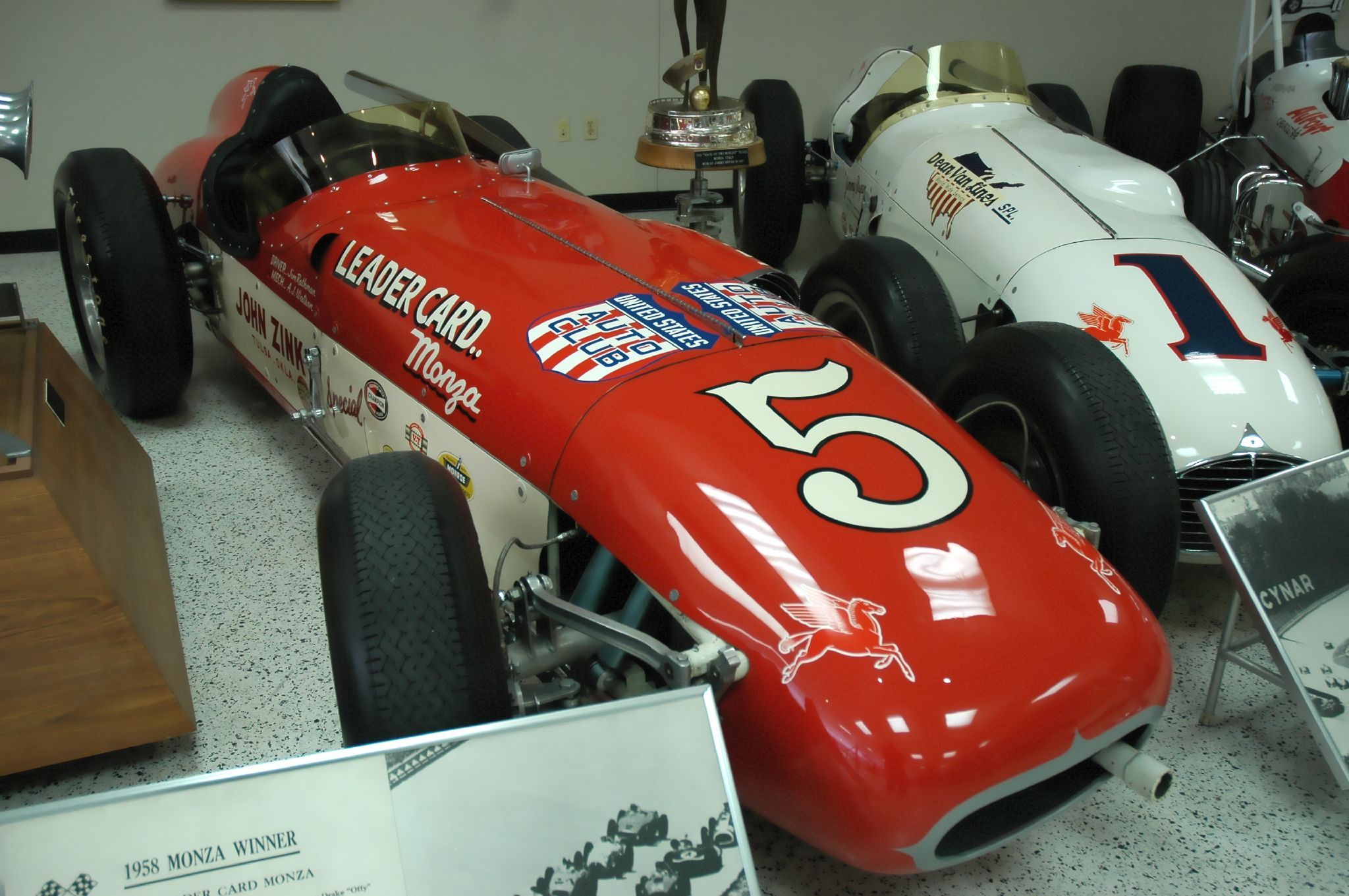
Cotxe amb el qual competí Jim Rathmann en diverses curses la temporada 1958.

A.J. Watson   (Mansfield, 8 de maig de 1924 - 12 de maig de 2014) Abraham Jacob Watson va ser un constructor de cotxes de carreres i mecànic en cap nord-americà. Competint entre 1949 i 1984 a les 500 Milles d'Indianapolis, va guanyar la cursa sis vegades com a constructor d'automòbils. Rodger Ward va guanyar 18 carreres amb cotxes Watson.

## Biografia
Watson va néixer a Mansfield, Ohio. Va servir a les Forces Aèries de l'Exèrcit dels Estats Units durant la Segona Guerra Mundial, entrenant-se com a navegant de B-17. No va veure el desplegament abans de la fi de la guerra.
Reinstal·lat al sud de Califòrnia, Watson va arribar a Indianapolis el 1948 però es va perdre la cursa. Va tornar l'any següent amb un cotxe de fabricació casolana que no va poder classificar-se. Durant els següents 11 anys, els seus cotxes no només es van qualificar, sinó que van ser líders molts anys.
Watson va morir a Indianapolis, Indiana, el 12 de maig de 2014.

## Watson escuderia
Watson és el nom d'una escuderia automobilística fundada per A.J. Watson que va disputar la cursa d'Indianapolis 500 del 1949 fins al 1984, aconseguint la victòria en set ocasions.
Els monoplaces de l'escuderia van disputar també les 11 edicions de la cursa en què van ser puntuables pel campionat del món de la Fórmula 1 (de la temporada 1950 a la de 1960).
Va guanyar les curses de Indy'1956, Indy'1959 i Indy'1960.

## Palmarès a la F1
- Curses: 11
- Victòries: 3
- Punts: 36